# August 2021
Acest articol este generat integral pe baza informațiilor din articolul 2021 și este actualizat periodic de un robot.
 Editările făcute în articol vor fi șterse la următoarea actualizare! Dacă doriți să faceți modificări, editați articolul-sursă.

ianuarie -
februarie -
martie -
aprilie -
mai -
iunie -
iulie -
august -
septembrie -
octombrie -
noiembrie -
decembrie
August 2021 a fost a opta lună a anului și a început într-o zi de duminică.

## Evenimente
- 4 august: Pandemia de COVID-19 - Numărul de cazuri confirmate de COVID-19 depășește 200 de milioane în întreaga lume.[1]
- 5 august: Mii de pompieri și avioane cu apă sunt desfășurate pe măsură ce incendiile sălbatice continuă să se răspândească în Italia pe fondul unui val de căldură fără precedent cauzat de un „dom de căldură” în sud-estul Europei.[2]
- 5 august: Incendii grecești. Oamenilor din Atena li se spune să rămână în interior, din cauza fumului de la incendiile de la marginea orașului. Peste 500 de pompieri se luptă cu un incendiu pe Muntele Parnitha, în timp ce suburbia Varympompi este evacuată.[3]
- 5 august: Echipa națională a României la dezbateri pentru elevi, s-a clasat pentru prima dată printre primele opt din cele 74 de echipe ale lumii, la Campionatului Mondial de Dezbateri pentru Elevi, desfășurat online între 25 iulie și 5 august.[4]
- 6 august: Parlamentul moldovean alege pe Natalia Gavrilița ca noul prim-ministru al Republicii Moldova.[5]
- 12 august: Conform rezultatelor recensământului din 2020 din Statele Unite, populația americanilor albi scade pentru prima dată din 1790 (la 61,6% din populația americană), iar creșterea populației este cea mai scăzută de la Marea criză economică (1929-1933).[6]

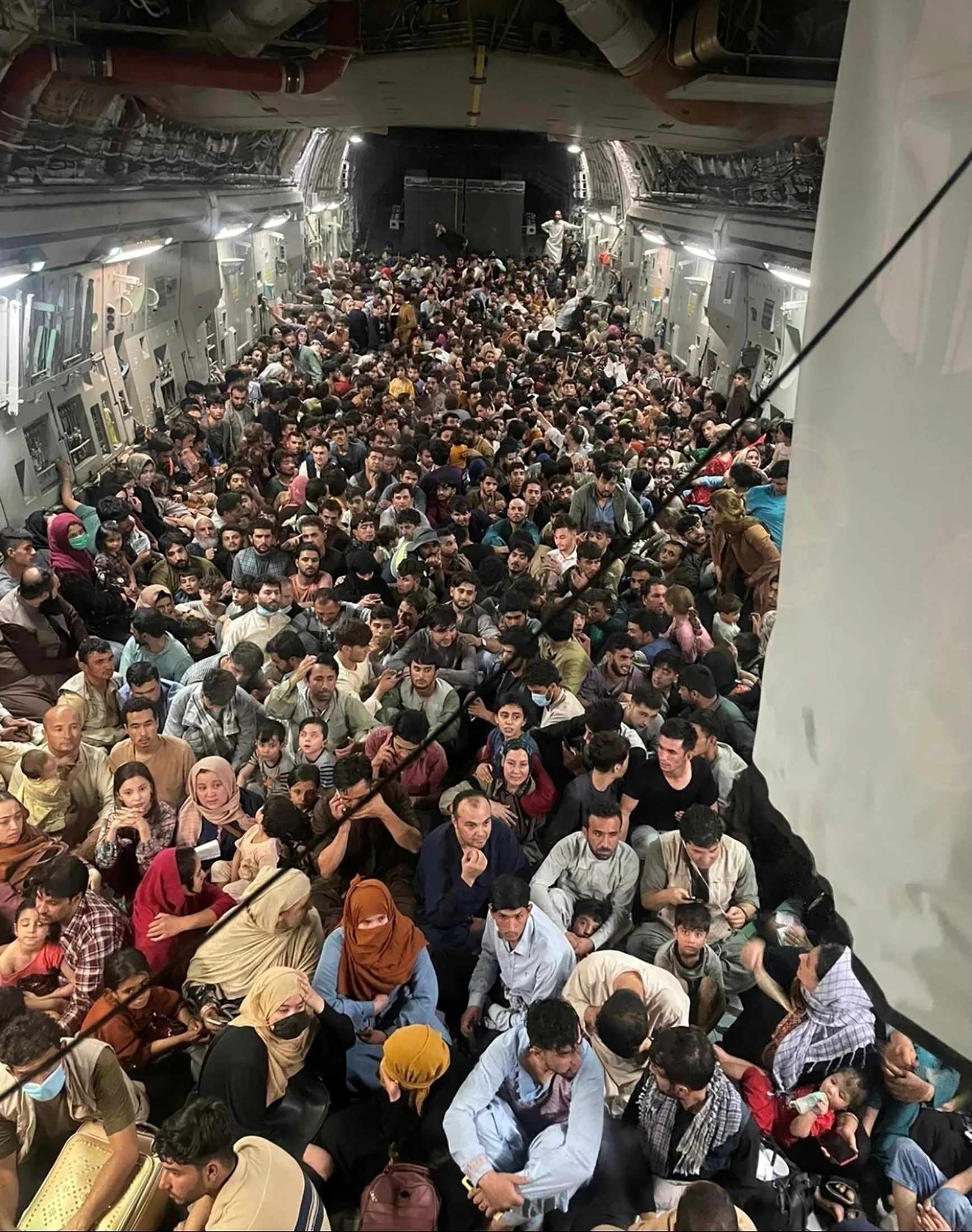
15 august: Avionul american C-17 Globemaster III transportă un record de 823 de cetățeni afgani de pe aeroportul internațional Hamid Karzai.

- 14 august: Un cutremur major cu magnitudinea 7,2 a lovit Haiti, omorând cel puțin 2.189 de persoane [7] și rănind peste 12.268 de persoane.[8]
- 15 august: Talibanii afgani capturează capitala Kabul; guvernul afgan se predă talibanilor.[9] Președintele Ashraf Ghani și vicepreședintele Amrullah Saleh au părăsit țara și se află în Tadjikistan [10] Cinci mii de combatanți ilegali sunt eliberați din închisoarea militară a bazei aeriene Bagram, fostă cea mai mare bază aeriană americană din țară.[11]
- 15 august: În urma ofensivei talibane din Afganistan, ambasadele țărilor occidentale sunt evacuate și mutate pe aeroportul internațional Hamid Karzai din Kabul. Ambasada Rusiei nu este evacuată, deoarece consideră că „situația din Kabul este cam tensionată, dar nu există război în oraș”. Ambasada Turciei rămâne, de asemenea, deschisă.[12][13]
- 17 august: Cercetătorii de la Universitatea de Științe Aplicate din Graubuenden, Elveția anunță că au calculat valoarea lui pi la 62,8 trilioane de cifre, un nou record mondial.[14]
- 19 august: Mai multe incidente sunt raportate pe aeroportul din Kabul, civili străini și afgani  încearcând să scape. A fost confirmat un număr total de 12 persoane ucise pe aeroport de la căderea orașului, în timpul învălmășelii și al incidentelor cu arme.[15]
- 19 august: Regimul taliban declară formarea Emiratului Islamic al Afganistanului.[16]
- 21 august: Uniunea Europeană spune că nu va exista „nici o recunoaștere, nici o discuție politică” cu talibanii. Președintele Comisiei Europene, Ursula von der Leyen, spune că UE va „măsura talibanii prin faptele și acțiunile lor” înainte de a se angaja în orice recunoaștere. Von der Leyen a anunțat, de asemenea, o creștere a ajutorului umanitar acordat Afganistanului.[17]
- 24 august: Președintele american, Joe Biden, spune că aproximativ 70.000 de persoane au fost evacuate din Afganistan. El anunță că Statele Unite vor respecta termenul limită din 31 august, de retragere a trupelor americane dar că ar trebui să existe „planuri de urgență”, dacă este necesar.[18][19]
- 24 august: Purtătorul de cuvânt al talibanilor, Zabiullah Mujahid, declară că grupul nu va permite evacuări ale cetățenilor afgani și că „drumul principal spre aeroport este acum blocat“ și „oamenii ar trebui să se întoarcă la locul de muncă“. Mujahid a mai spus că Statele Unite trebuie să respecte termenul limită de retragere din 31 august.[20]
- 24 august-5 septembrie: La Tokyo, Japonia se desfășoară Jocurile Paralimpice de vară. Inițial, au fost programate pentru 25 august-6 septembrie 2020, dar au fost amânate din cauza pandemiei COVID-19. România a câștigat două medalii: una de argint la ciclism și una de bronz la judo.
- 26 august: Cel puțin 182 de persoane sunt ucise, inclusiv 13 militari americani, în două atacuri sinucigașe cu bombă pe aeroportul din Kabul.[21][22]
- 27 august: Statele Unite lansează un atac aerian ucigând un membru al Statului Islamic despre care se crede că a planificat atentatele la aeroportul din Kabul.[23]
- 29 august: Un atac aerian american a țintit un vehicul care transporta un sinucigaș care dorea să lovească aeroportul din Kabul.[24] Atacul a fost efectuat în aceeași zi cu un atac cu rachete împotriva unei case civile în apropierea aeroportului din Kabul, care a dus la moartea unui copil.[25]
- 30 august: Generalul Corpului de marină Kenneth McKenzie Jr. anunță că ultimele trupe americane au părăsit Afganistanul, încheind implicarea SUA în războiul din Afganistan. Președintele american, Joe Biden, confirmă sfârșitul războiului printr-o declarație.[26]
- 30 august: Programul ONU pentru Mediu anunță că benzina cu plumb pentru vehiculele rutiere a fost eliminată treptat la nivel global, la o sută de ani de la introducerea sa.[27][28]

## Decese
- 4 august: Miroslav Lazanski, 70 ani, diplomat, jurnalist, analist militar și politician sârb (n. 1950)
- 5 august: Ștefan Cazimir, 88 ani, critic literar evreu, istoric literar și profesor de literatură română, contemporan (n. 1932)
- 5 august: Andrei Strâmbeanu, 86 ani, poet, prozator și dramaturg din Republica Moldova (n. 1934)
- 8 august: Paul Hellyer (n. Pavel Teodor Hellyer), 98 ani, inginer, politician, scriitor și comentator canadian (n. 1923)
- 8 august: Grigore Nagacevschi, 92 ani, actor român (n. 1929)
- 9 august: Serghei Adamovici Kovaliov, 91 ani, activist și politician rus (n. 1930)
- 10 august: Maki Kaji, 69 ani, autor japonez (n. 1951)
- 11 august: Peter Fleischmann, 84 ani, regizor, scenarist și producător de film, german (n. 1937)
- 12 august: Tarcísio Meira, 85 ani, actor brazilian (n. 1935)
- 13 august: Mariana Stanciu Dănăilă, 64 ani, interpretă română de muzică populară (n. 1956)
- 13 august: Carolyn S. Shoemaker, 92 ani, astronomă americană, co-descoperitoarea Cometei Shoemaker–Levy 9 (n. 1929)
- 14 august: Dan Puican, 88 ani, actor și regizor român (n. 1933)
- 15 august: Gerhard Müller, 75 ani, fotbalist german (atacant), (n. 1945)
- 16 august: Constantin Mateescu, 92 ani, scriitor român (n. 1929)
- 17 august: Ágnes Hankiss, 71 ani, politiciană maghiară, membră a Parlamentului European (n. 1950)
- 19 august: Sonny Chiba, 82 ani, actor japonez și expert în arte marțiale (n. 1939)
- 20 august: Ian Carey, 45 ani, DJ și producător muzical american (n. 1975)
- 21 august: Marie, Prințesa Liechtensteinului, 81 ani, prințesă consoartă a Liechtensteinului, soția prințului Hans Adam al II-lea, Principe de Liechtenstein (n. 1940)
- 22 august: Marilyn Eastman, 87 ani, actriță americană (n. 1933)
- 23 august: Victor Giurgiu, 91 ani, inginer silvic român (n. 1930)
- 23 august: Rosita Quintana, 96 ani, actriță, cântăreață și compozitoare mexicană (n. 1925)
- 23 august: Doru Stănculescu, 71 ani, interpret român de muzică folk (n. 1950)
- 24 august: Charlie Watts (Charles Robert Watts), 80 ani, baterist englez (The Rolling Stones), (n. 1941)
- 25 august: Gerald Ashmore, 85 ani, pilot englez de Formula 1 (n. 1936)
- 25 august: Ileana Gyulai-Drîmbă, 75 ani, scrimeră română (n. 1946)
- 27 august: Edmond H. Fischer, 101 ani, biochimist american, laureat al Premiului Nobel (1992), (n. 1920)
- 29 august: Edward Asner, 91 ani, actor american de film, televiziune, teatru și voce (n. 1929)
- 29 august: Ron Bushy, 79 ani, muzician american (Iron Butterfly), (n. 1941)
- 29 august: Lee Perry (n. Rainford Hugh Perry), 85 ani, muzician, foarte influent în dezvoltarea muzicii reggae și dub în Jamaica (n. 1936)
- 29 august: Jacques Rogge, 79 ani, medic chirurg ortoped belgian, președintele CIO (2001–2013), (n. 1942)
- 31 august: Vasile Belous, 33 ani, boxer din Republica Moldova (n. 1988)
- 31 august: Kazimieras Motieka, 91 ani, politician și avocat lituanian (n. 1929)